# أورس أ. ماير
أورس أ. ماير هو عالم أدوية وأستاذ جامعي سويسري، ولد في 7 يوليو 1938 في بادن في سويسرا.

## وصلات خارجية
- الموقع الرسمي